# Manzana de la discordia (Barcelona)
La Manzana de la discordia es el nombre que recibe un tramo del paseo de Gracia del Ensanche de Barcelona situado entre las calles de Aragón y Consejo de Ciento. Se trata de un conjunto de cinco edificios: la Casa Lleó Morera de Lluís Domènech i Montaner, la Casa Mulleras de Enric Sagnier, la Casa Bonet de Marceliano Coquillat, la Casa Amatller de Josep Puig i Cadafalch y la Casa Batlló de Antoni Gaudí. Si bien todas son de reconocidos arquitectos del modernismo catalán, el apelativo popular de «manzana de la discordia» se refería principalmente a la rivalidad profesional entre Domènech i Montaner, Puig i Cadafalch y Antoni Gaudí. Cuando Gaudí se encargó de la Casa Batlló ya sabía lo que habían hecho los otros dos; de hecho, la presencia del arquitecto más sorprendente de todos ellos era el elemento que provocaba este nombre.

## Antecedentes: el Ensanche de Cerdá
El paseo de Gracia fue un eje determinante en el proceso de instauración del proyecto de Ensanche de Ildefonso Cerdá y, entre los años 1860-1890, en torno del paseo se estableció un núcleo residencial de baja densidad constituido en gran parte por edificios unifamiliares, grandes mansiones con jardines y palacetes, como el de los Sama, los Robert, el Palacio de Marianao o el de la familia Marcet, actual sede del Cine Comedia.
En 1891 se aprobaron unas nuevas ordenanzas municipales que incrementaban la edificabilidad y reducían las restricciones de la composición y elementos de la fachada respecto a la anterior ordenanza de 1857. La nueva legislación hacía rentable el derribo de muchos edificios unifamiliares y su transformación en edificios de viviendas, una sustitución que se produjo en todo este sector de la ciudad y que también fue adquiriendo progresivamente un protagonismo comercial que atrajo a la burguesía. El propio Gaudí intervino en la decoración de dos establecimientos comerciales en el paseo: la Farmacia Gibert y el Bar Torino, ambos desaparecidos.
También fueron muy frecuentes las reformas en las fachadas de las casas de viviendas existentes aprovechando la mayor libertad de composición, que permitía abandonar la imagen de homogeneidad del Ensanche sin fachadas singulares, calificado entonces de anodino. La ordenanza de 1891 permitía, además, un coronamiento decorativo y la existencia de cuerpos salientes de más envergadura. Con este nuevo marco legal
aumentaron las posibilidades formales, lo que comportó numerosas reformas. El ejemplo más paradigmático fue la Manzana de la discordia, donde se reformaron cinco edificios.

## La Manzana de la discordia

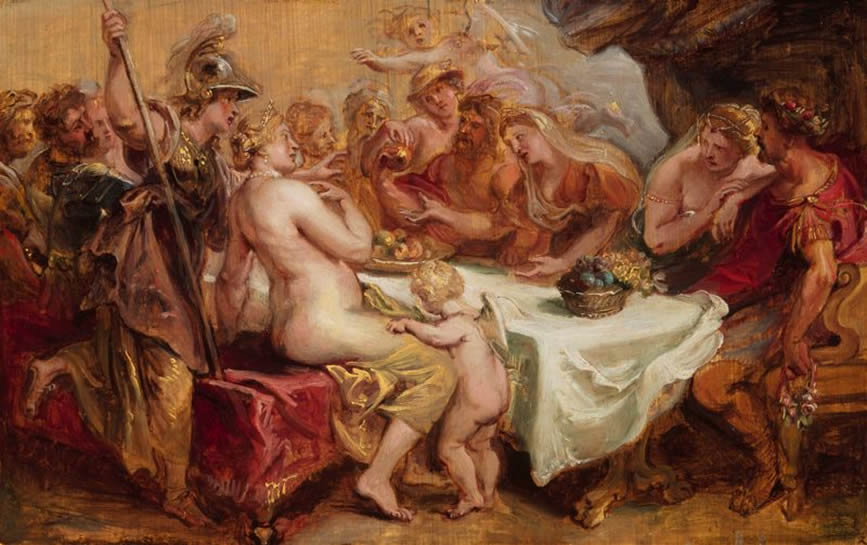
Cuadro de Rubens del episodio de Eris en la boda de Peleo y Tetis.

El nombre Manzana de la discordia utiliza la doble acepción de la palabra manzana para referirse a la fruta y a un conjunto de edificios. Por otro lado, la expresión evoca el episodio de la mitología griega de la boda de Peleo y Tetis, a la que habían sido convidados todos los dioses excepto Eris, la diosa de la Discordia. Ofendida, se presentó y dejó sobre la mesa de los regalos una manzana dorada en que estaba escrita la palabra Kallisti («a la más bella»). La manzana fue reclamada por Hera, Atenea y Afrodita. Para evitar una discusión, Zeus ordenó que la disputa se zanjaría mediante un juicio emitido por Paris, príncipe de Troya. Las diosas lo intentaron sobornar y el joven príncipe entregó la manzana a Afrodita, que le había prometido la mujer más bella del mundo, Helena, mujer del rey de Esparta, hecho que provocó la guerra de Troya.
Por lo que respecta al paseo de Gracia, la referencia popular estuvo muy promocionada por la prensa satírica, que a menudo criticaba los "excesos" de la arquitectura modernista y sus fachadas redondeadas, unos diseños que comparaban con pasteles, castillos de cuentos o con rostros expresando emociones, como los que Bru-Net, desde las páginas de El Diluvio, publicó en 1906 con proyectos de edificios modernistas con rasgos faciales y, en una clara alusión a Gaudí, uno de ellos mostraba un coronamiento con el perfil de la montaña de Montserrat.
No se libró de la crítica el Concurso anual de edificios artísticos, que entre 1899 y 1906 premió obras de marcado perfil modernista, como la Casa Calvet, la Casa Lleó Morera o la Casa Trinxet. En las páginas de L'Esquella de la Torratxa, el caricaturista Picarol publicó en 1905 una viñeta donde unos personajes con aspecto de marginales le preguntan a un señor con aspecto burgués: «¿Quién os hace la casa, Domènech, Gaudí o Puig i Cadafalch?», y el burgués responde: «Todavía no estoy decidido...Aquel que salga premiado en el concurso». El dibujante muestra también unos edificios alegres que han recibido premio y otros tristes, con lágrimas saliendo de las ventanas. Se trata de un grupo de edificios con un perfil que recuerda la «Manzana de la discordia», ya que en uno de ellos se muestra un coronamiento triangular como en la Casa Amatller, mientras que una de las bocas recuerda las oberturas de la tribuna de la Casa Batlló. La proliferación constructiva y los diseños extraños, incluso extravagantes para la época, fueron temas de debate popular, a juzgar por la aparición en la prensa satírica de las farolas de Falqués, del Monumento a Pitarra, de la Sagrada Familia o, posteriormente, la Casa Milà, que fue objeto de las burlas de Picarol.
En una postal de 1910 obra de Jorge Venini con una visión elevada de la «Manzana de la discordia», la descripción que figura en el reverso dice «Esta manzana de casas es notable por ofrecer modelos de diferentes arquitecturas todas originales. Durante el tiempo de construcción fue vulgarmente llamada manzana de la discordia».

## El eje delCuadrado de oro

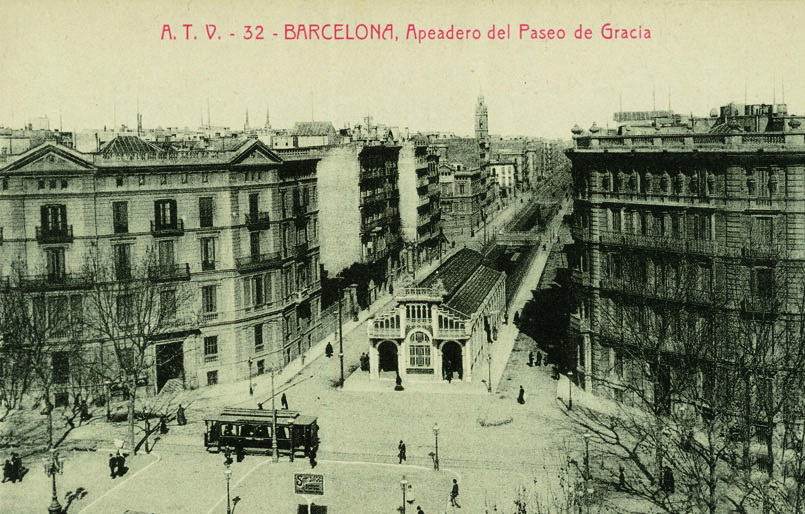
Apeadero de la calle Aragón y Paseo de Gracia en 1902.

Entre 1900 y 1914 el paseo de Gracia se consolidó como el principal centro residencial burgués, convirtiéndose en el eje del que sería conocido como el Cuadrado de oro, una centralidad a la que ayudó el apeadero del tren que se inauguró en 1902 en el cruce con la calle Aragón, que permitió que los viajeros que llegaban en tren dispusiesen de una parada más céntrica que la Estación de Francia.
En 1904, coincidiendo con la realización de las obras de la Casa Batlló, el rey Alfonso XIII visitó Barcelona, y la Joventut Monàrquica, de la que era presidente José María Milá Camps, decidió que el mejor lugar para recibirlo era el paseo de moda entre las familias acaudaladas. Cuando Alfonso XIII vio el paseo quedó maravillado y en una visita posterior dijo que «Madrid es muy bella, pero Barcelona la supera en dos cosas: el Tibidabo y el paseo de Gracia».
Entre 1905 y 1906 la vía se transformó cuando finalmente se colocaron adoquines, los tranvías fueron trasladados a las calzadas laterales y se instalaron los famosos bancos-farolas de Pedro Falqués. Josep Puig i Cadafalch ya había construido la Casa Amatller (1900) y en esos mismos años Lluís Domènech i Montaner finalizó la transformación de la Casa Lleó Morera, remodelación con la que ganó el Concurso anual de edificios artísticos de 1906. Mientras estos arquitectos y sus obras producían una atracción y un signo de distinción entre sus clientes, la manzana era criticada por la prensa satírica: el apelativo popular de «la manzana de la discordia» definía precisamente la rivalidad entre los arquitectos de moda. 
La pugna entre los arquitectos más famosos del momento atrajo muchos nuevos clientes que pugnaban por presumir de tener la casa más espectacular y opulenta en el paseo de moda. Una especie de efecto llamada que provocaba que en 1906 los Malagrida, que comerciaban con Argentina, se hiciesen construir un edificio con cúpula en el número 27, obra del maestro de obras Joaquim Codina i Matalí. Enric Sagnier hizo la casa de la familia Mulleras al lado de la Casa Amatller, mientras que la viuda Marfà estrenaba en 1905 la obra de estilo medievalista que había encargado a Manuel Comas en la esquina con la calle Valencia.
El fuerte impulso de la burguesía barcelonesa resultó clave en el desarrollo y pervivencia del movimiento modernista que en Europa terminó alrededor de 1905, mientras que en Cataluña duró una década más. En cambio, en el resto de España el movimiento no tuvo prácticamente eco, debido a las difíciles condiciones económicas que supusieron la pérdida de las colonias americanas.
La revista madrileña Nuevo Mundo del 14 de febrero de 1907 describía el trabajo de los arquitectos modernistas catalanes: «No llegando todavía a la perfección o por lo menos a la conciliación justa de lo bello, lo armónico y lo útil, ni constituyendo todavía sus obras la visión clara y precisa de un arte propio, es anuncio de abundantes aptitudes para llegar a esa meta gloriosa de la cual puede considerarse como más cercano al pintoresco y audaz Gaudí». En respuesta, La Ilustració Catalana publicaba el 10 de marzo de 1907: «Los mismos españoles comienzan a rendirse a la realidad y se ocupan y comentan, aunque muy a la ligera, las obras del Domènech, Puig i Cadafalch, Sagnier, Gaudí y tantos otros».

## La finca
El solar donde se edificó la Manzana de la discordia estaba ocupado anteriormente por una zona verde llamada Jardines de Tívoli, propiedad de la familia De Las Cases —de origen francés y emparentada con Luis VI de Francia—, que le dio este nombre por un viaje que realizó Bernat-Agustí de Las Cases a Italia con su esposa Rosa Bergnes de Las Casas, hermana del ilustre helenista y editor Antonio Bergnes de Las Casas. Su hija Albina de Las Cases se casó con el dramaturgo Frederic Soler (Pitarra). Los jardines se extendían desde el actual paseo de Gracia hasta la rambla de Cataluña y desde la calle de Aragón hasta la de Diputación, aproximadamente. Allí se daban conciertos y se representaban obras de teatro —fue el primer teatro Tívoli— y era un lugar ideal para pasear en aquella Barcelona decimonónica. 

## Los edificios de la discordia

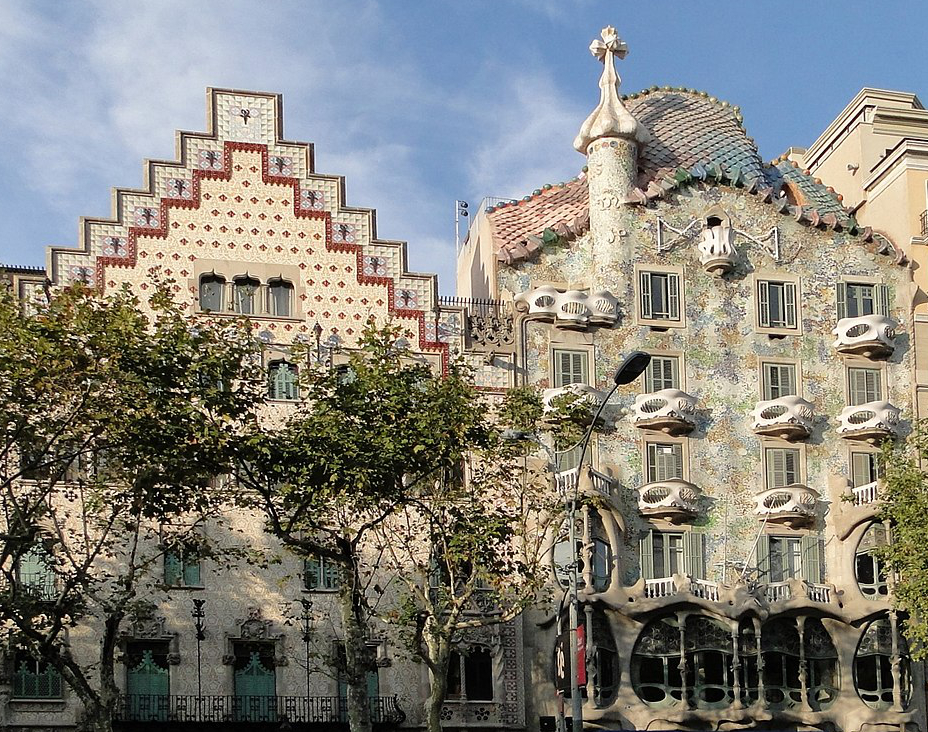
La Casa Amatller y la Casa Batlló.

Cronológicamente, la Casa Amatller es el primer inmueble del conjunto. En 1898, el industrial chocolatero Antoni Amatller, aficionado a la fotografía, a los viajes y coleccionista de vidrio antiguo, adquirió un edificio anodino de 1875 para trasladar su residencia principal. Encargó las obras de transformación al arquitecto Josep Puig i Cadafalch, que decidió darle un aire de palacio gótico urbano, con una fachada plana y un patio central con una escalera que da acceso a la vivienda principal, con una solución que empleó posteriormente en el Palacio del Barón de Quadras y en la Casa Macaya, aunque en el caso del inmueble de los Amatller había de ser habitado por diversas familias. El arquitecto hizo en la Casa Amatller una reinterpretación personal del gótico con una obra que buscaba la excelencia, pese a que los elementos del lenguaje gótico estaban siendo abandonados por la mayoría de arquitectos. El aspecto más sorprendente del edificio es la fachada escalonada con reminiscencias nórdicas, con esgrafiados ocres y blancos y rematada por un exuberante frontón flamenco ornamentado con baldosas vitrificadas rojas y doradas de Valencia. Algunos especialistas han considerado la fachada como «la apoteosis de las artes decorativas», con inspiración en los palacetes urbanos de Copenhague, Bruselas o Ámsterdam. Tiene una tribuna de inspiración wagneriana que evoca la fachada de la capilla de Sant Jordi del Palacio de la Generalidad, y múltiples detalles de inspiración medieval, como la decoración alrededor de la puerta de acceso, con esculturas de Eusebi Arnau, capiteles y ventanas de ornamentación floral, inspiradas en las masías góticas catalanas. En la planta noble, las figuras de las ventanas recrean las fantásticas y grotescas criaturas que poblaban palacios e iglesias góticas.

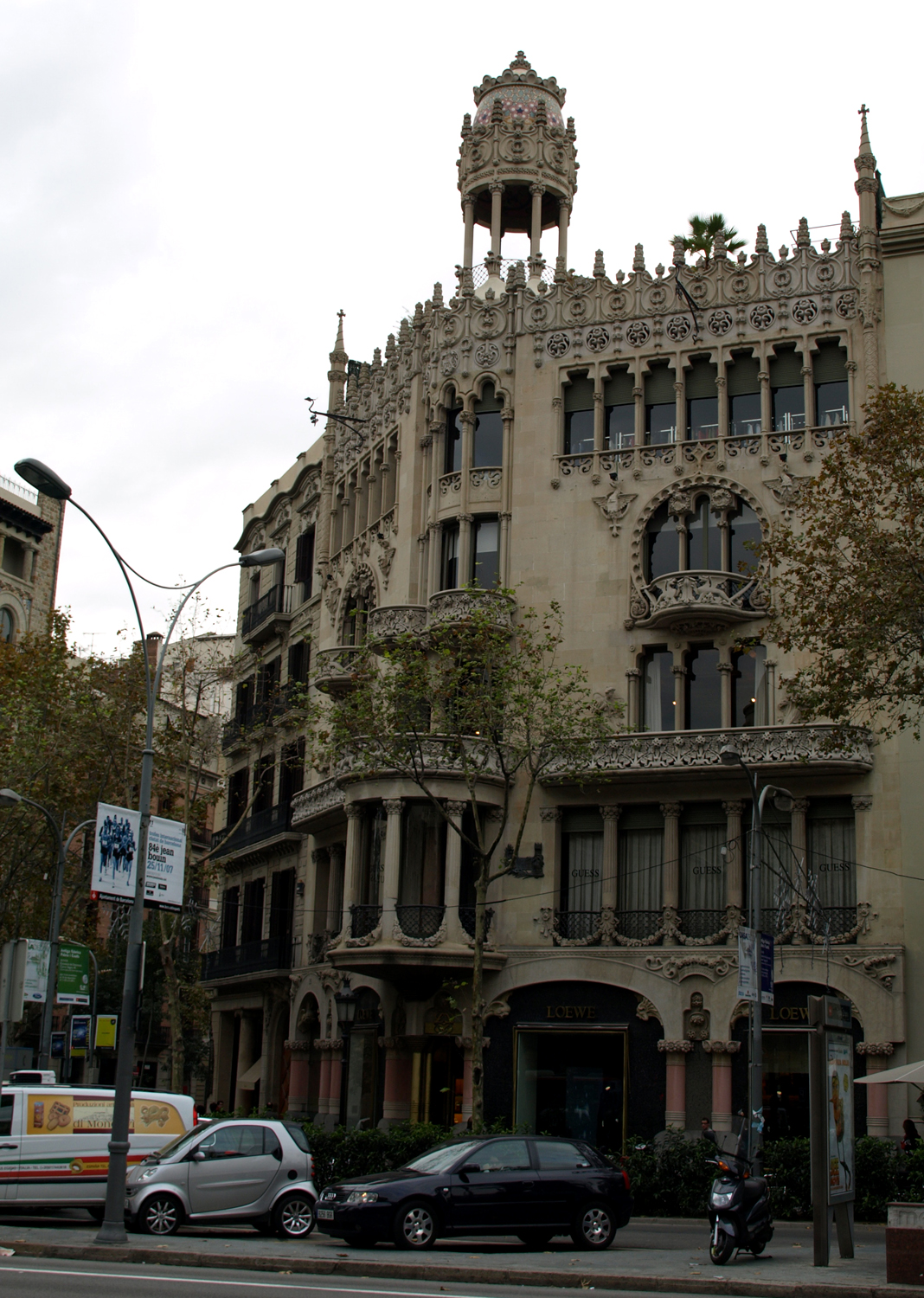
La Casa Lleó Morera.

La Casa Lleó Morera fue realizada entre 1902 y 1905 por Lluís Domènech i Montaner en la esquina con la calle Consejo de Ciento. También este encargo es una reforma de un edificio preexistente, en este caso construido en 1864 por la Sociedad Fomento del Ensanche. Domènech, quizá el más renacentista de los arquitectos de la Barcelona modernista, integró la creatividad del trabajo de un número considerable de artistas y artesanos consiguiendo una espectacular unidad final de estilo floral. El vestíbulo, la escalera, el ascensor y la planta principal, representan uno de los conjuntos más ricos y mejor conservados de artes aplicadas del modernismo: mosaicos, vitrales, marqueterías, pavimentos, esculturas... En la fachada destacaban un conjunto de figuras femeninas obra del escultor Eusebi Arnau que fueron destruidas en los años 1940 junto con otros detalles ornamentales. Los bajos fueron parcialmente restaurados en 1992.
La tercera obra "en discordia" es la Casa Batlló de Antoni Gaudí, construida entre 1904-1906. Josep Batlló era un empresario textil que dio gran libertad de acción al arquitecto. Se trata de una reforma de un edificio de Emilio Sala Cortés de 1875 con intervención integral: añadió un quinto piso y un sótano, amplió el vestíbulo, rehízo la escalera y los patios interiores y alteró la forma de todas las habitaciones con sus amplias curvas, eliminando cualquier ángulo recto de la casa. El elemento más singular es la fachada, que combina la piedra de las plantas baja y noble con el revestimiento de mosaico de las plantas superiores, y se remata con un coronamiento escamoso que recuerda el dorso de un reptil. La interpretación del significado de la fachada sitúa la simbología alrededor de la lucha de San Jorge contra el dragón, representante del mal, el espinazo del cual conforma el perfil superior de la fachada principal del edificio. La torre sería la lanza que se clava en el dragón, coronada por una cruz que simboliza el emblema de San Jorge con las iniciales de la Sagrada Familia inscritas, símbolo inequívoco del triunfo de la religiosidad y del bien. Las escamas azules del lomo del dragón se vuelven rojizas —manchadas por la sangre— en el lado izquierdo de la torre. En esta interpretación, los balcones son fragmentos de cráneos y lis pilares de las ventanas del piso principal son los huesos de las víctimas del dragón. El interior acoge una transformación espectacular en los patios interiores para aportar una gran luminosidad a las viviendas. La escalera que conduce al piso principal evoca las formas de esqueleto de dinosaurio fosilizado y el muro, sinuoso y pintado como un mosaico, muestra unos reflejos y una superficie similares a las paredes de una cueva erosionada por el agua.
En el mismo tramo de calle hay dos obras de arquitectos modernistas reconocidos, aunque estos edificios no formaron parte de la pugna. Se encuentran ubicados entre la Casa Lleó Morera y la Casa Amatller. El primero es la Casa Mulleras (paseo de Gracia, 37), una sobria intervención arquitectónica de Enric Sagnier, que en 1911 reformó este edificio de 1868 alterando del todo la fachada con un lenguaje clásico combinado con recursos de inspiración rococó, especialmente en las zonas más destacables como son la tribuna y los balcones. El edificio está coronado por una ligera cornisa y barandilla de coronamiento colocadas ante un tejado inclinado con oberturas circulares. Sufrió una drástica intervención en la planta baja que le hizo perder la simetría original.
El segundo edificio es la Casa Bonet (paseo de Gracia, 39), una obra clasicista de Marceliano Coquillat (1901), resuelta con un clasicismo poco brillante que no tiene nada que ver con la arquitectura modernista de los edificios vecinos. La fachada actual es el producto de una reforma realizada en 1915, en la que tan solo destacan las ventanas italianizantes de las plantas primera y segunda y del elemento central de coronamiento.
| Ubicación                   | Pº de Gracia 35                         | Pº de Gracia 37                | Pº de Gracia 39                     | Pº de Gracia 41                    | Pº de Gracia 43            |
| --------------------------- | --------------------------------------- | ------------------------------ | ----------------------------------- | ---------------------------------- | -------------------------- |
| Primer nombre y propietario | Casa Rocamora (Joan Mumbrú)             | Casa Comas (Ramon Comas)       | Casa Torruella (Santiago Torruella) | Casa Martorell (Mariona Martorell) | Casa Sala (Lluís Sala)     |
| Maestro de obras            | Joaquim Sitjàs                          | Pablo Martorell                | Jaume Brossa                        | Antoni Robert                      | Emili Sala Cortés          |
| Arquitecto de la reforma    | Lluís Domènech i Montaner               | Enric Sagnier                  | Marceliano Coquillat                | Josep Puig i Cadafalch             | Antoni Gaudí               |
| Nombre actual               | Casa Lleó Morera (Albert Lleó i Morera) | Casa Mulleras (Ramon Mulleras) | Casa Bonet (Delfina Bonet)          | Casa Amatller (Antoni Amatller)    | Casa Batlló (Josep Batlló) |